# Discographie de Natalia Kills
La discographie de Natalia Kills, une chanteuse pop britannique, se résume à deux albums studio, un maxi, huit singles, quatorze collaborations (dont huit collaborations non-commercialisées), quatre singles promotionnels et vingt-et-un vidéoclips.
Kills a lancé sa carrière musicale en tant que rappeuse sous le nom de scène Verbalicious, en distribuant un premier single, intitulé Don't Play Nice, promu par la maison de disque All Around the World. Bien que le morceau ait atteint le onzième rang des hit-parades britanniques, la maison de disque a rencontré des difficultés financières peu de temps après sa parution. En 2008, Kills signe un contrat de management avec la Société Bozdaya Entertainment et collabore avec le chanteur français M. Pokora sur le titre They Talk Shit About Me, cette fois-ci sous le nom de scène Verse. La même année, elle a changé une nouvelle fois d'appellation, devenant ainsi Natalia Cappuccini, afin de dévoiler son premier maxi numérique, Womannequin, de façon indépendante.
Après avoir signé un contrat d'Artiste chez Cherrytree, une filiale d'Interscope, Kills a fait paraître son premier album, Perfectionist, le 1er avril 2011. Celui-ci a fait son entrée dans les classements britanniques à la 129e place. Il a également fait ses débuts dans les hit-parades américains, à la 134e place du classement Billboard 200. De manière à le promouvoir, trois singles ont été exploités, dont notamment Mirrors, qui a atteint les sommets des classements autrichiens et allemands, et Wonderland. Son deuxième opus, Trouble, est sorti au début du mois de septembre 2013. Peu après sa parution, il a fait son entrée dans les hit-parades américains, à la 70e du classement Billboard 200. Sa sortie a été précédée par les singles Problem et Saturday Night. Ce dernier a été un tube « moyen », particulièrement aux États-Unis et en Nouvelle-Zélande, ayant atteint la 23e place des hit-parades néo-zélandais et la 6e place des classements américains.

## Albums

### Albums studio
| Titre                                                             | Détails de l'album | Meilleure position | Meilleure position | Meilleure position | Meilleure position | Meilleure position | Meilleure position | Meilleure position | Meilleure position |
| Titre                                                             | Détails de l'album | R-U                | AUT                | CAN                | ALL                | SUI                | É-U                | É-U dance          |                    |
| ----------------------------------------------------------------- | --- | ------------------ | ------------------ | ------------------ | ------------------ | ------------------ | ------------------ | ------------------ | ------------------ |
| Perfectionist                                                     | - Sortie : 1er avril 2011 - Labels : will.i.am, Cherrytree, KonLive, Interscope - Formats : CD, téléchargement numérique | 129                | 35                 | 36                 | 50                 | 94                 | 134                | 6                  |                    |
| Trouble                                                           | - Sortie : 3 septembre 2013 - Labels : will.i.am, Cherrytree, Interscope - Formats : CD, téléchargement numérique        | —                  | —                  | —                  | —                  | —                  | 70                 | —                  |                    |
| « — » indique que l'album n'est pas sorti ou classé dans ce pays. | |                    |                    |                    |                    |                    |                    |                    |                    |

### EPs
| Titre          |  | Détails de l'album                                                                                              |  |
| -------------- |  | --- |  |
| Womannequin[1] |  | - Sortie : 9 octobre 2008 - Label : Auto-édité par Boz da Ya Entertainment - Formats : Téléchargement numérique |  |

## Chansons

### Singles
| Don't Play Nice[2]                                                     | 2005 | 11  | —  | —  | —  | —  | —  | —  | —  | —  | — | NC            |
| Mirrors                                                                | 2010 | 101 | 7  | 18 | —  | 46 | 10 | —  | —  | 52 | 3 | Perfectionist |
| Wonderland                                                             | 2011 | —   | 55 | —  | —  | —  | 45 | —  | —  | —  | — | Perfectionist |
| Free (featuring will.i.am)                                             | 2011 | 118 | 4  | 20 | 13 | —  | 15 | 96 | —  | —  | — | Perfectionist |
| Kill My Boyfriend                                                      | 2012 | —   | —  | 20 | —  | —  | —  | —  | —  | —  | — | Perfectionist |
| Problem                                                                | 2013 | —   | —  | —  | —  | —  | —  | 78 | —  | —  | — | Trouble       |
| Saturday Night                                                         | 2013 | —   | —  | —  | —  | —  | —  | —  | 23 | —  | 6 | Trouble       |
| Trouble (featuring Peaches)                                            | 2014 | —   | —  | —  | —  | —  | —  | —  | —  | —  | — | Trouble       |
| « — » indique que la chanson n'est pas sortie ou classée dans le pays. |      |     |    |    |    |    |    |    |    |    |   |               |

### Collaborations
| They Talk Shit About Me (M. Pokora featuring Verse)[3]                                    | 2008 | —  | — | —  | —  | 3  | —  | —  | —  | —  | —  | — |                                           | MP3                     |
| 2 Is Better (Far East Movement featuring Natalia Kills et Ya Boy)                         | 2010 | —  | — | —  | —  | —  | —  | —  | —  | —  | —  | — |                                           | Free Wired (en)         |
| Champagne Showers (LMFAO featuring Natalia Kills)                                         | 2011 | 32 | 9 | 18 | 23 | 32 | 53 | 41 | 15 | 81 | 56 | 4 | - AUS : 3 × Platine - CAN : Or - SUI : Or | Sorry for Party Rocking |
| You Can't Get In My Head (If You Don't Get In My Bed) (DJ Tatana featuring Natalia Kills) | 2012 | —  | — | —  | —  | —  | —  | —  | —  | —  | —  | — |                                           | Heart                   |
| Lights Out (Go Crazy) (Junior Caldera featuring Natalia Kills et Far East Movement)       | 2012 | —  | — | —  | —  | —  | 85 | —  | —  | —  | —  | — |                                           | Dirty Bass              |
| « — » indique que la chanson n'est pas sortie ou classée dans le pays.                    |      |    |   |    |    |    |    |    |    |    |    |   |                                           |                         |

### Singles promotionnels
| Titre             | Année | Album         |
| ----------------- | ----- | ------------- |
| Zombie            | 2009  | Perfectionist |
| Activate My Heart | 2010  | NC            |
| Controversy       | 2012  | Trouble       |
| Outta Time        | 2013  | Trouble       |

### Collaborations non commercialisées
| Titre                | Année | Album                  | Artiste         |
| -------------------- | ----- | ---------------------- | --------------- |
| Just Play That Track | 2009  | Digital Rock Star (en) | Space Cowboy    |
| Dance                | 2011  | NC                     | Zuper Blahq     |
| No Champagne         | 2011  | Do It in the AM (en)   | Frankmusik (en) |
| 1974                 | 2011  | Eraser                 | The Knux (en)   |

### Compositions et autres participations
| Titre          | Année | Album               | Artiste    | Contribution et note                                             |
| -------------- | ----- | ------------------- | ---------- | ---------------------------------------------------------------- |
| Rumours        | 2008  | Turn It Up (annulé) | Pixie Lott | Coauteure et vocaliste (partie non créditée)                     |
| Available      | 2009  | R.O.O.T.S.          | Flo Rida   | Coauteure et vocaliste (partie non créditée)                     |
| Fall in Love   | 2012  | Ora                 | Rita Ora   | Initialement Crimes of Love ; inédit partagé sur Internet (2010) |
| Black Dahlia   | 2013  | Dirty Gold (en)     | Angel Haze | Coauteure et vocaliste                                           |
| Planes Fly     | 2013  | Dirty Gold (en)     | Angel Haze | Coauteure et vocaliste                                           |
| Holy Water     | 2015  | Rebel Heart         | Madonna    | Coauteure et vocaliste                                           |
| Kiss It Better | 2016  | Anti                | Rihanna    | Coauteure                                                        |

## Clips vidéo
| Titre                                                 | Année | Réalisation      |
| ----------------------------------------------------- | ----- | ---------------- |
| Don't Play Nice                                       | 2005  | Mo               |
| They Talk Shit About Me                               | 2008  | Ivan Grbovic     |
| Real Woman                                            | 2008  | Jam Sutton       |
| Zombie                                                | 2010  | Guillaume Doubet |
| Mirrors                                               | 2010  | Guillaume Doubet |
| Activate My Heart                                     | 2010  | Guillaume Doubet |
| Dance                                                 | 2011  | Jam Sutton       |
| 2 Is Better                                           | 2011  | Guillaume Doubet |
| Wonderland                                            | 2011  | Guillaume Doubet |
| Champagne Showers                                     | 2011  | Mickey Finnegan  |
| Free                                                  | 2011  | Non-annoncé      |
| Free (Panasonic Version)                              | 2011  | Guillaume Doubet |
| 1974                                                  | 2011  | Evan Dennis      |
| Kill My Boyfriend                                     | 2012  | Guillaume Doubet |
| You Can't Get In My Head (If You Don't Get In My Bed) | 2012  | Kenneth Cappello |
| Lights Out (Go Crazy)                                 | 2012  | Non-annoncé      |
| Controversy                                           | 2012  | Guillaume Doubet |
| Problem                                               | 2013  | Guillaume Doubet |
| Saturday Night                                        | 2013  | Guillaume Doubet |
| Outta Time                                            | 2013  | Natalia Kills    |
| Trouble                                               | 2014  | Emile Rafael     |